# Joaquim Valentí i Fontrodona
Joaquim Valentí i Fontrodona fou un advocat i polític català.

## Trajectòria
Es doctorà en jurisprudència a Madrid. Fou membre de Foment de la Producció Nacional i de l'Institut Agrícola Català de Sant Isidre, i directiu del Banco Nacional de Fomento. També fou un dels socis fundadors de la Unió Barcelonina de les Classes Productores. Durant el sexenni democràtic fou membre de la Unió Liberal i fou escollit membre de la Diputació de Barcelona per Terrassa el 1866-1868 i el 1871-1872. Nogensmenys, va donar suport a la restauració borbònica i fou membre del Partit Conservador, amb el qual fou elegit diputat per Mataró a les eleccions generals espanyoles de 1876, 1879 i 1884. El 1879 formà part de la comissió aranzelària creada per a analitzar la situació de la indústria tèxtil de llana i de la marina mercant, però va dimitir el 1881 en desacord amb el president.